# Pfronten

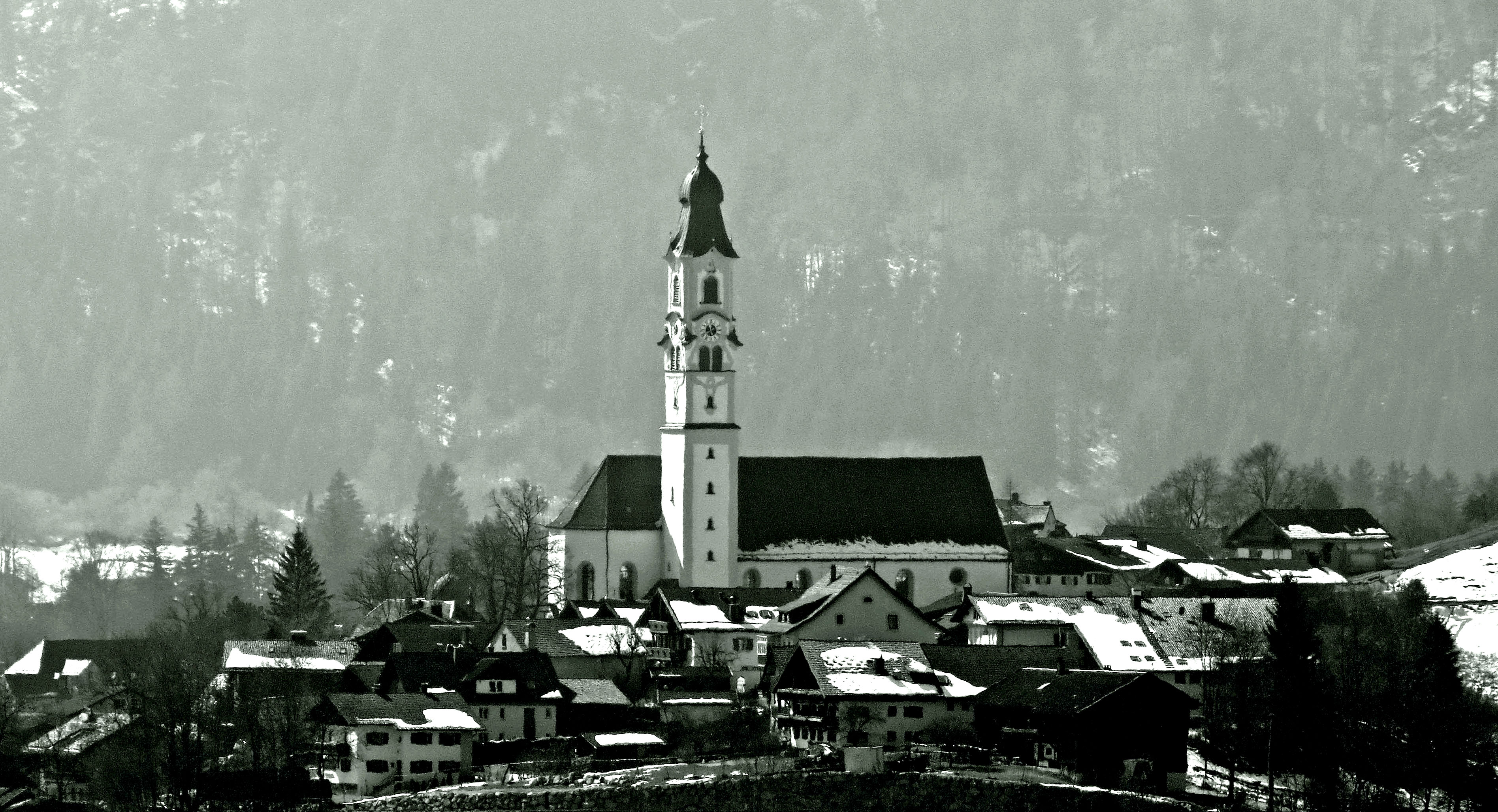
St. Nikolaus in Pfronten-Berg

Pfronten ist eine Gemeinde im bayerisch-schwäbischen Landkreis Ostallgäu. Sie liegt im Südwesten von Bayern direkt an der Grenze zu Tirol in Österreich. Pfronten wird auch als „13-Dörfer-Gemeinde“ bezeichnet. Alle diese Orte bildeten sicher schon seit dem Spätmittelalter eine einzige Pfarrgemeinde.

## Geografie

### Lage

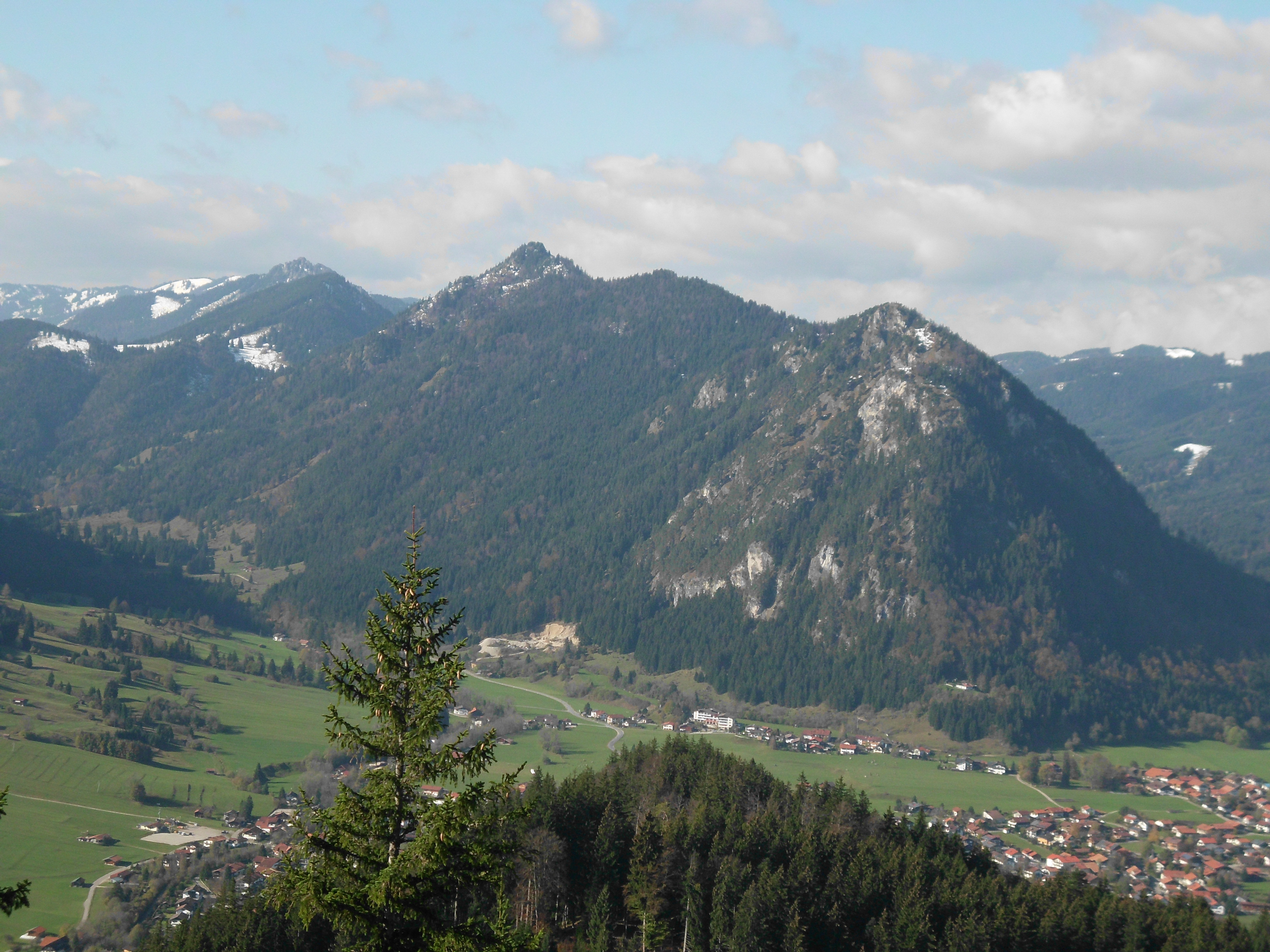
Kienberg über den Dächern Pfrontens, gesehen von Burgruine Falkenstein

Die Gemeinde liegt am Nordrand der Allgäuer Alpen im Pfrontener Tal. Das Gemeindegebiet wird von der Vils durchflossen. Es liegt auf einer Höhe von 853 m ü. NHN am Fuß von Edelsberg, Kienberg, Breitenberg und Falkenstein. Den höchsten Punkt des Gemeindegebiets bildet ganz im Süden der Gipfel des Aggensteins (1986 m ü. NHN) auf der Tiroler Grenze, der zu den Tannheimer Bergen gehört. Der Tiefpunkt in der Gemeinde liegt an der Vils an der Grenze zu Österreich bei ca. 830 m ü. NHN.

### Nachbargemeinden
Nachbargemeinden sind auf deutscher Seite die Stadt Füssen, die Gemeinde Eisenberg und der Markt Nesselwang. In Österreich liegen benachbart die Landstadt Vils sowie das Tannheimer Tal mit den Gemeinden Grän, Tannheim, Schattwald, Zöblen und Jungholz.

### Gemeindegliederung
Das Gemeindegebiet besteht aus den Gemarkungen Bergpfronten und Steinachpfronten.
Die Gemeinde hat 15 Gemeindeteile (in Klammern ist der Siedlungstyp angegeben):
- Berg (Pfarrdorf)
- Dorf (Dorf)
- Falkenstein (Ruine)
- Fallmühle (Einöde)
- Halden (Dorf)
- Heitlern (Pfarrdorf)
- Kappel (Kirchdorf)
- Kreuzegg (Kirchdorf)
- Meilingen (Kirchdorf)
- Ösch (Dorf)
- Rehbichel (Kirchdorf)
- Ried (Pfarrdorf)
- Röfleuten (Kirchdorf)
- Steinach (Kirchdorf)
- Weißbach (Kirchdorf)

Verwaltungsrechtlich gibt es keine gleichnamige Siedlung.
Die Fallmühle (Achtalstraße 62) gehört zum Gemeindeteil Dorf, der Falkenstein (Hotel und Burgruine) zum Gemeindeteil Meilingen.

## Geschichte

### Bis zur Gemeindegründung
Durch Pfronten führte von Süden her eine römische Nachschubstraße nach Cambodunum (dem heutigen Kempten). Eine römerzeitliche Besiedelung des Tales ist aber nicht gesichert.
Allerdings ist der Name Pfronten aus der deutschen Sprache nicht erklärbar. Der bisher beste Deutungsvorschlag geht von einem romanischen Namen frontone aus, was „große, gewaltige Stirn“ oder „Front“ bedeutet und wohl die „Stirne der Alpen“ bezeichnen sollte. Man könnte es auch als Entsprechung des heutigen Namens Breitenberg verstehen.
Bei den im Ostallgäu (Römersiedlung Tegelberg) verbliebenen, christlichen Provinzialrömern siedelten sich nach und nach heidnische Alamannen an. Um das Jahr 800 war die „römische“ Sprache in der Gegend erloschen. In dem nun fränkisch-karolingischen Gebiet war die Bevölkerung zu einer Einheit mit deutscher Sprache und christlichem Glauben verschmolzen.
Ab dem frühen 14. Jahrhundert gehörte ganz Pfronten zum Hochstift Augsburg, dem weltlichen Territorium der Augsburger Bischöfe. Bei der Säkularisation des Hochstifts fiel auch Pfronten 1803 an das Kurfürstentum Bayern. Im Jahr 1818 wurde die Gemeinde gebildet.

### 19. und 20. Jahrhundert
Im Jahr 1865 wurde die Pfarrgemeinde Pfronten in Pfronten-Berg (Bergpfronten) und Pfronten-Steinach (Steinachpfronten) aufgeteilt. Jede der beiden neuen Gemeinden hatte eine eigene Verwaltung und Rechnungsführung. Am 31. März 1935 wurden beide Gemeinden wieder zur Gemeinde Pfronten zusammengeschlossen.

### Einwohnerentwicklung
Die Einwohnerzahlen ab 1840 beziehen sich auf die heutige Gemeindefläche (Stand: 1987).
| Bevölkerungsentwicklung | Bevölkerungsentwicklung | Bevölkerungsentwicklung | Bevölkerungsentwicklung | Bevölkerungsentwicklung | Bevölkerungsentwicklung | Bevölkerungsentwicklung | Bevölkerungsentwicklung | Bevölkerungsentwicklung | Bevölkerungsentwicklung | Bevölkerungsentwicklung | Bevölkerungsentwicklung | Bevölkerungsentwicklung | Bevölkerungsentwicklung | Bevölkerungsentwicklung | Bevölkerungsentwicklung |
| ----------------------- | ----------------------- | ----------------------- | ----------------------- | ----------------------- | ----------------------- | ----------------------- | ----------------------- | ----------------------- | ----------------------- | ----------------------- | ----------------------- | ----------------------- | ----------------------- | ----------------------- | ----------------------- |
| Jahr                    | 1840                    | 1900                    | 1939                    | 1950                    | 1961                    | 1970                    | 1987                    | 1991                    | 1995                    | 2000                    | 2005                    | 2010                    | 2015                    | 2017                    | 2020                    |
| Einwohner               | 2506                    | 2746                    | 4404                    | 6553                    | 6127                    | 6595                    | 7058                    | 7722                    | 7699                    | 7546                    | 7874                    | 7933                    | 8221                    | 8235                    | 8358                    |

Pfronten wuchs von 1988 bis 2008 um 768 Einwohner bzw. um ca. 11 %. Zwischen 1988 und 2018 wuchs die Gemeinde von 7121 auf 8267 um 1146 Einwohner bzw. um 16,1 %.

## Politik

### Gemeinderat
| Wahl          | CSU | SPD | FW | Pfrontner Liste | Aktiv für Pfronten | Unser Pfronten | Sitze insgesamt |
| ------------- | --- | --- | -- | --------------- | ------------------ | -------------- | --------------- |
| 15.03.2020    | 5   | 1   | -  | 11              | 2                  | 1              | 20              |
| 16.03.2014    | 6   | 2   | 2  | 6               | 3                  | 1              | 20              |
| 02.03.2008[6] | 7   | 3   | 3  | 7               | -                  | -              | 20              |

Zusätzlich gehört dem Gemeinderat der Erste Bürgermeister Alfons Haf an. Er ist seit März 2020 im Amt.

### Bürgermeister
| Amtszeit  | Bürgermeister     | Partei                                                                                    |
| --------- | ----------------- | ----------------------------------------------------------------------------------------- |
| 2020–     | Alfons Haf        | Pfrontner Liste                                                                           |
| 2013–2020 | Michaela Waldmann | CSU (zur Bürgermeisterkandidatin von allen im Gemeinderat vertretenen Parteien nominiert) |
| 1995–2013 | Josef Zeislmeier  | SPD                                                                                       |
| 1978–1995 | Franz Berktold    |                                                                                           |
| 1967–1978 | Josef Kiefl       |                                                                                           |
| 1948–1967 | Franz Keller      |                                                                                           |
| 1946–1948 | Johann Schneider  |                                                                                           |
| 1945–1948 | Anton Schneider   |                                                                                           |
| 1935–1945 | Martin Haff       |                                                                                           |

### Wappen
| Wappen von Pfronten | Blasonierung: „In Rot auf silbernem Stein ein goldbewehrter silberner Falke mit gespreizten Flügeln.“ |
| Wappen von Pfronten | Wappenbegründung: Das Wappen im oberen Teil symbolisiert den Falkenstein als Wahrzeichen des Pfrontener Tales. Die beiden Streifen in der Farbenfolge weiß-rot stehen für die ehemalige Zugehörigkeit der Gemeinde zum Hochstift Augsburg. Die Genehmigung zur Führung einer Fahne wurde der Gemeinde durch Entschließung des Bayerischen Staatsministeriums des Innern vom 14. Februar 1955 erteilt. |

### Gemeindepartnerschaften
Seit 2002 besteht eine Gemeindepartnerschaft mit der französischen Gemeinde Thoiry.

## Kultur und Sehenswürdigkeiten

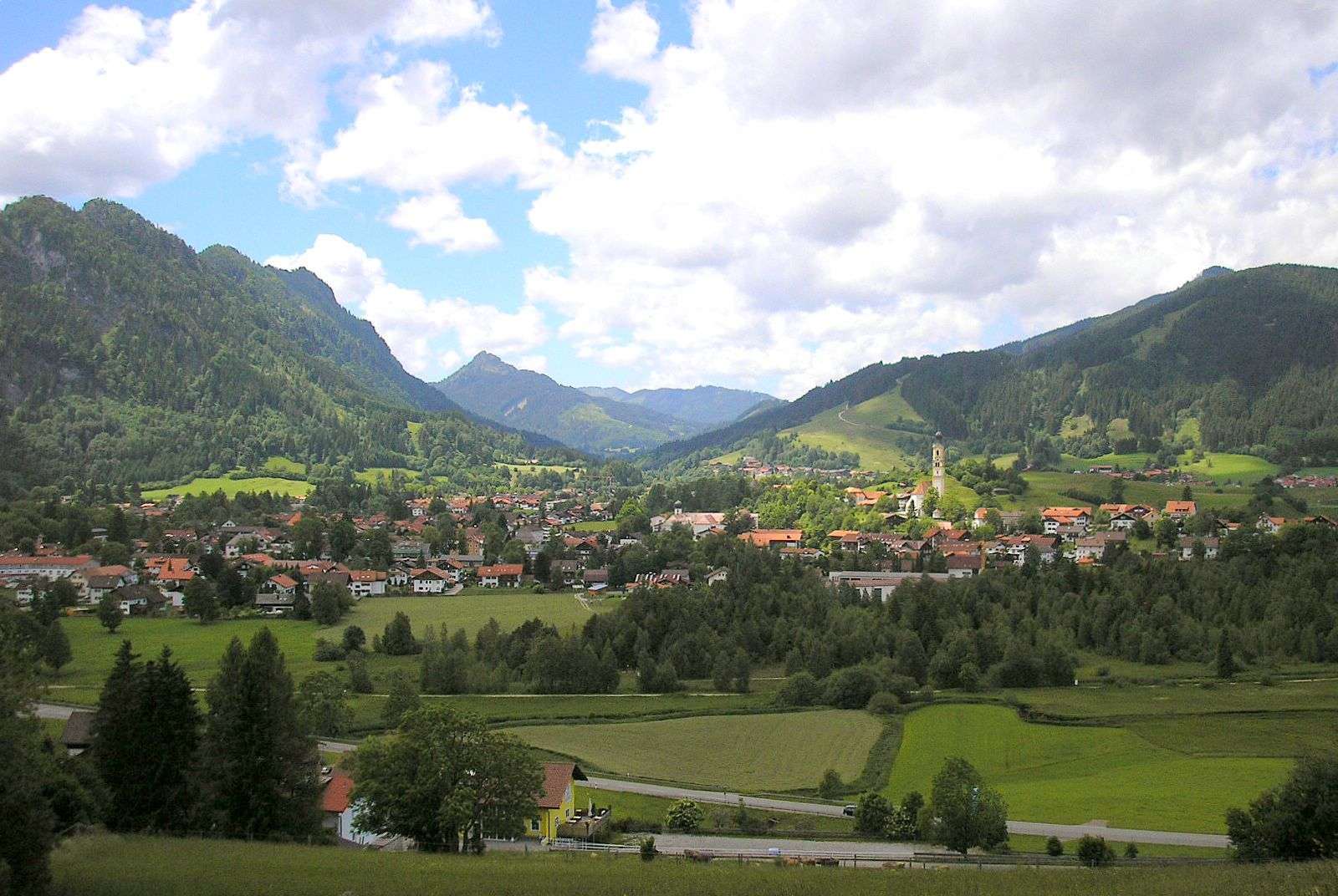
Pfronten-Ried und Pfronten-Berg mit der Pfarrkirche St. Nikolaus. Ansicht von Osten

### Museen
- Das Heimathaus Pfronten beherbergt eine heimatkundliche Ausstellung. Schwerpunkt der Sammlung sind Werkzeuge und Hausrat im 19./20. Jahrhundert.
- Im Haus des Gastes sind im ehemaligen Karzer Werke von Pfrontener Künstlern ausgestellt und das Heumuseum zeigt Geräte zur Gewinnung von Bergheu.
- Im Alpengarten können über 450 Pflanzenarten besichtigt werden

### Bauwerke

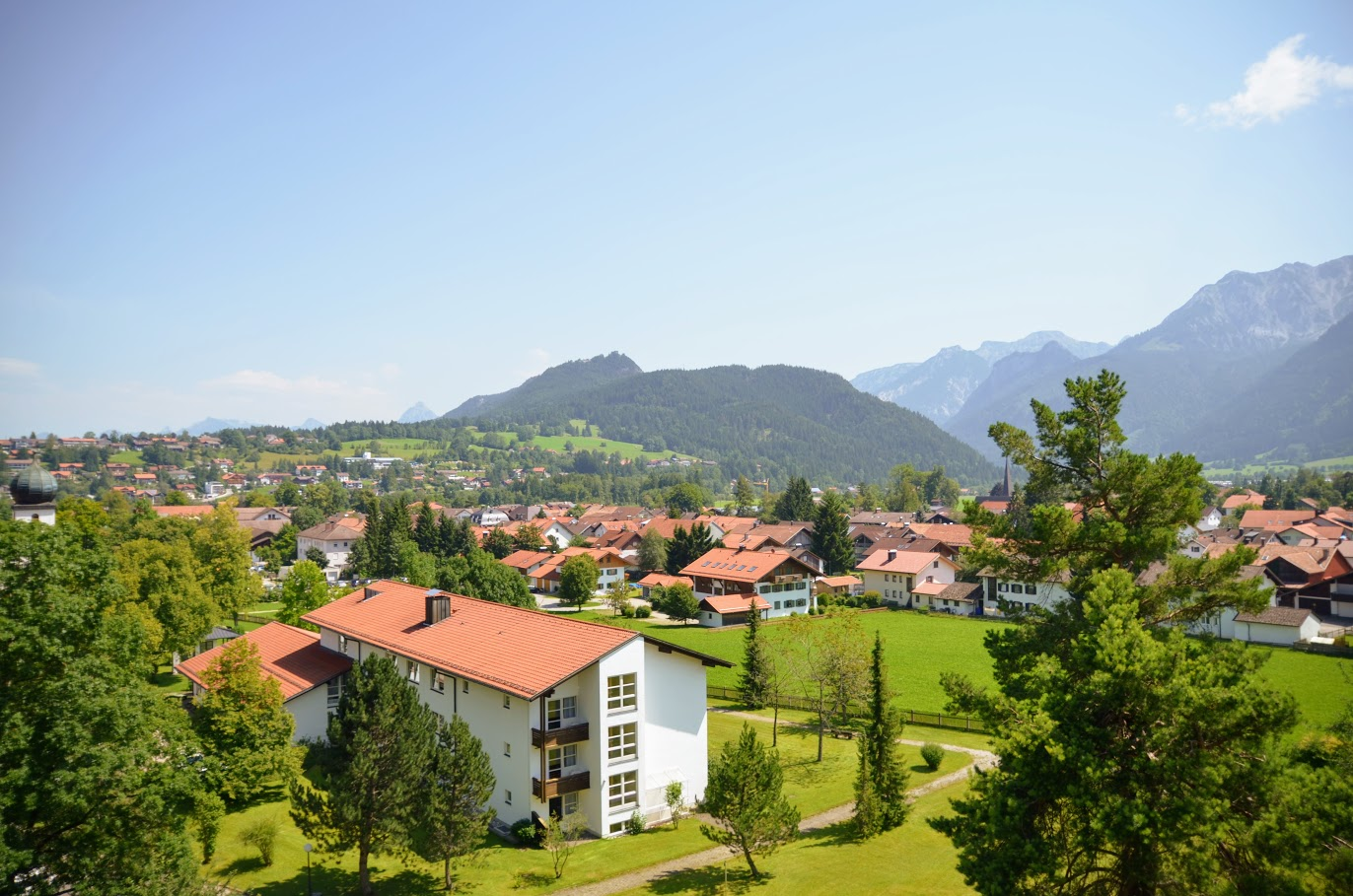
Pfronten – Blick vom Friedhof (2017)

- Die auf dem Berg Falkenstein in 1268 Metern Höhe gelegene Burgruine Falkenstein ist die höchstgelegene Burgruine Deutschlands. Ein Bauvorhaben von König Ludwig II. scheiterte an dessen frühem Tod.
- Sehr sehenswert ist die im Gemeindeteil Berg stehende Pfarrkirche St. Nikolaus mit einem markanten Turm und einer prächtigen Ausstattung mit Fresken und Altären.
- Auch die übrigen historischen Sakralbauten des Pfrontener Tals wurden überwiegend von einheimischen Künstlern und Handwerkern ausgestattet. In Pfronten-Heitlern birgt St. Leonhard zahlreiche Werke der Künstlerfamilie Heel. In Pfronten-Ösch steht die Kapelle St. Koloman mit Fresken von Bartholomäus Stapf. St. Michael in Pfronten-Steinach besitzt einen bemerkenswerten Rokoko-Hochaltar, der ursprünglich aus Immenstadt im Allgäu stammt. Auch Pfronten-Kappel (St. Martin) und Pfronten-Meilingen (Kapelle Maria Heimsuchung) bieten dem Besucher kunstgeschichtlich interessante Gotteshäuser. Weitere Kapellen mit Arbeiten Pfrontener Künstler haben die Ortsteile Rehbichel (St. Anna), Kreuzegg (Hl. Kreuz und Bruder-Georg-Kapelle), Weißbach (St. Sebastian) und Röfleuten (St. Johannes Evangelist).
- Der Evangelischen Gemeinde stehen die Auferstehungskirche und die Friedhofskapelle als Gotteshäuser zur Verfügung.
- In der Gottesackerkirche von Pfronten-Berg befindet sich ein Totentanzzyklus von 36 (ursprünglich 37) Farblithographien, der zur Innenausstattung der 1841 im neugotischen Stil errichteten kleinen Kirche gehört, die der Evangelischen Gemeinde heute als Totenkapelle dient. Der Totentanz ist eine Gemeinschaftsarbeit des aus Schaffhausen stammenden Malers und Illustrators Hans Bendel und des in Pfronten geborenen Druckers und Verlegers Thomas Driendl. Die 1848/49 entstandenen Bilder werden heute in der folgenden, wohl nicht ursprünglichen Reihenfolge präsentiert: Kind, Jüngling, Mann, Greis, Wucherer, Bettler, Astrologe (fehlt in Pfronten), Adeliger, Ritter, Freiherr, Graf, Sünder, Bauer, Waisenkinder, Kaufmann, Herzog, Kurfürst, König, Kaiser, Ratsherr, Bürgermeister, Prokurator, Minister, Papst, Kardinal, Bischof, Weltgeistlicher, Ordensgeistlicher, Nonne, General, Hauptmann, Doktor der Rechte, Doktor der Medizin, Quacksalber, Apotheker, Totengräber und Tod. Alle Bilder hatten einen in Renaissanceformen gezeichneten Rahmen, verziert mit Symbolen vom Werden und Vergehen. Über jedem Bild ist der Titel angegeben; darunter steht in einer Kartusche der begleitende Text.[14]
- Zahlreiche Bauernhöfe prägen die Dörfer, so zum Beispiel die unter Denkmalschutz stehende Villa Goldonkel und das Heimathaus Pfronten. Unter Denkmalschutz gestellt wurde auch die "Alte Schule Ried", nun Haus des Gastes.
- Etwa vier Kilometer nordöstlich ermöglicht die landschaftsbeherrschende Burgengruppe Hohenfreyberg-Eisenberg eine umfassende Rundumsicht auf Pfronten, die Burg Falkenstein, die Tannheimer und Nesselwanger Berge, das Ammergebirge und das hügelige Alpenvorland.

### Sport
- Es gibt in Pfronten ein Eisstadion mit einer Eisfläche von 1800 m².[15]
- Außerdem gibt es zahlreiche Skilifte, zum Beispiel in Röfleuten und Steinach sowie auf dem Breitenberg.

### Vereine
Es finden sich zahlreiche Sportvereine mit den zugehörigen Sportstätten. Unter anderem spielt hier auch der Eishockeyverein EV Pfronten. Ebenso finden sich in Pfronten zwei Trachtenvereine. Für die Erforschung der Heimatgeschichte und die Pflege von Natur und Kultur setzt sich der Heimatverein Pfronten ein.

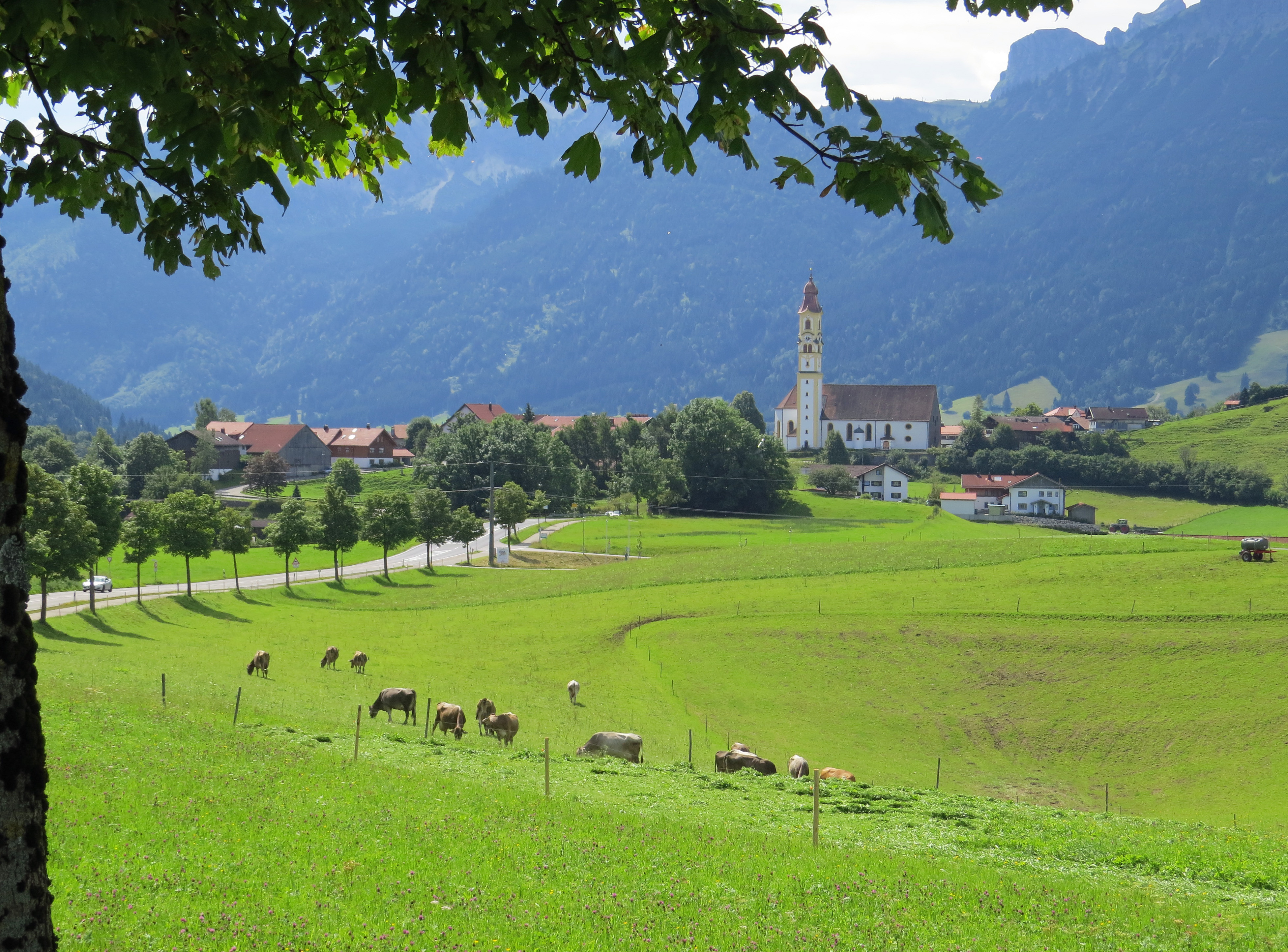
Pfronten-Berg
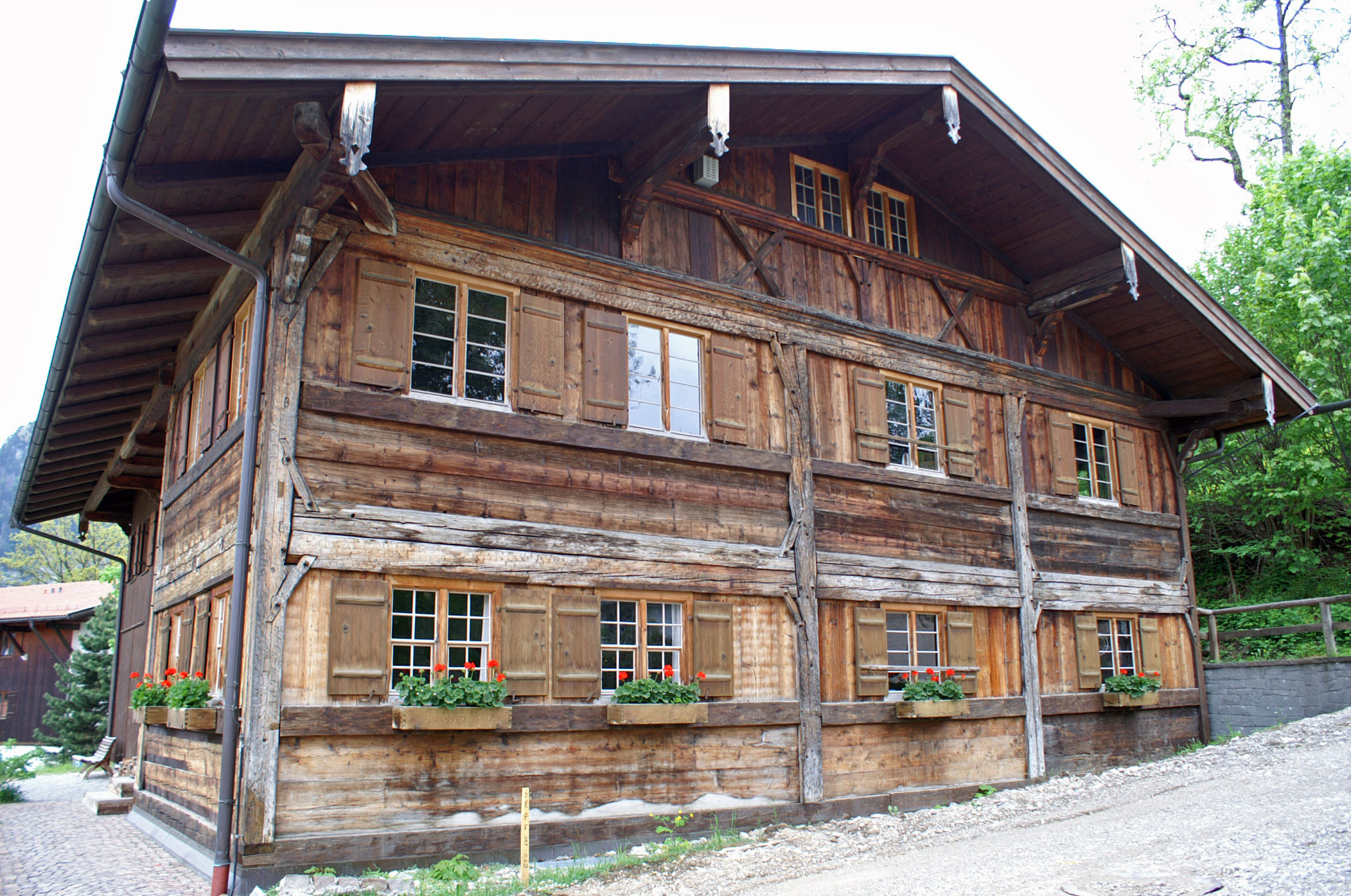
Heimathaus in Pfronten-Berg
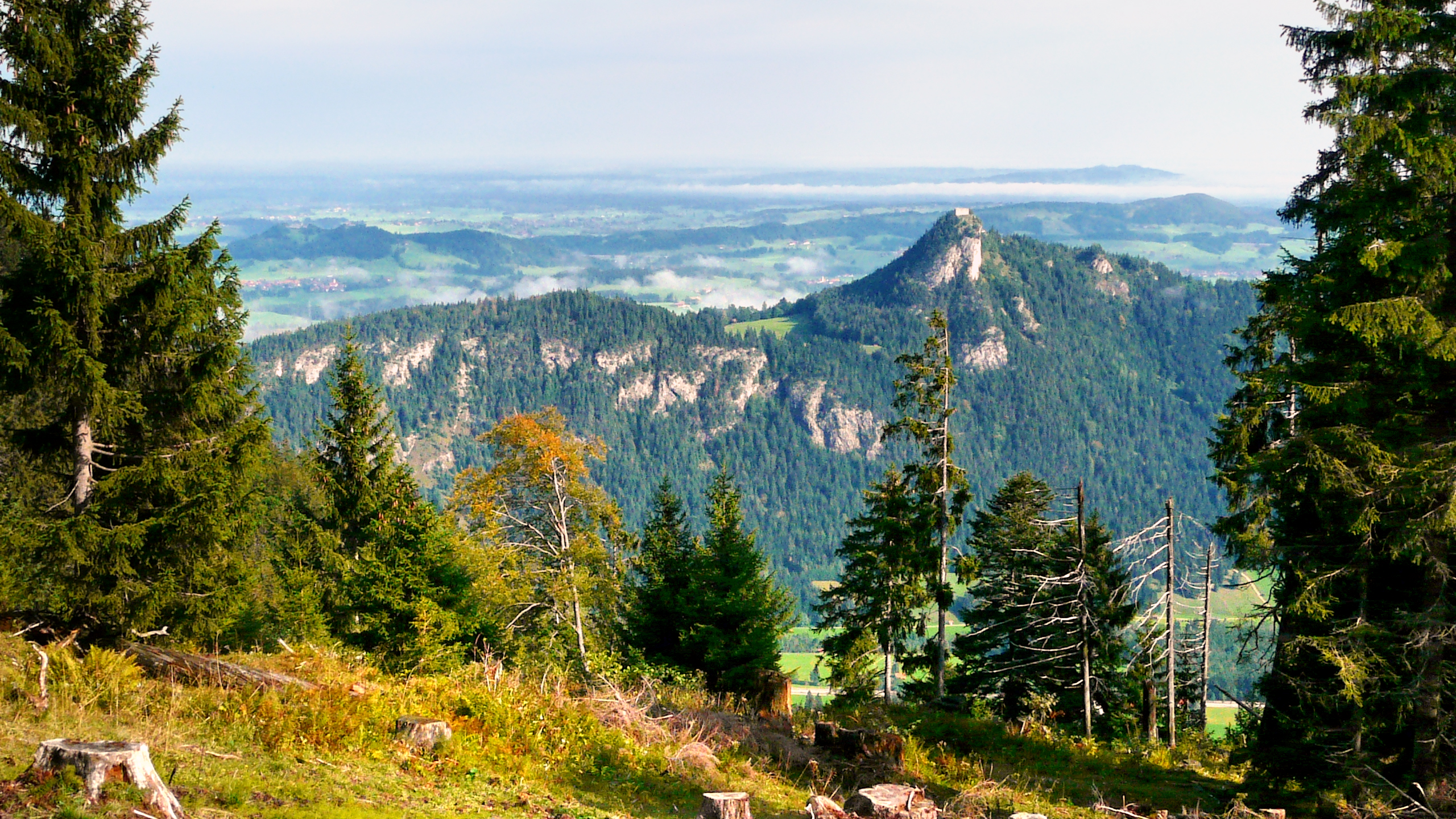
Blick vom Breitenberg zur Ruine Falkenstein
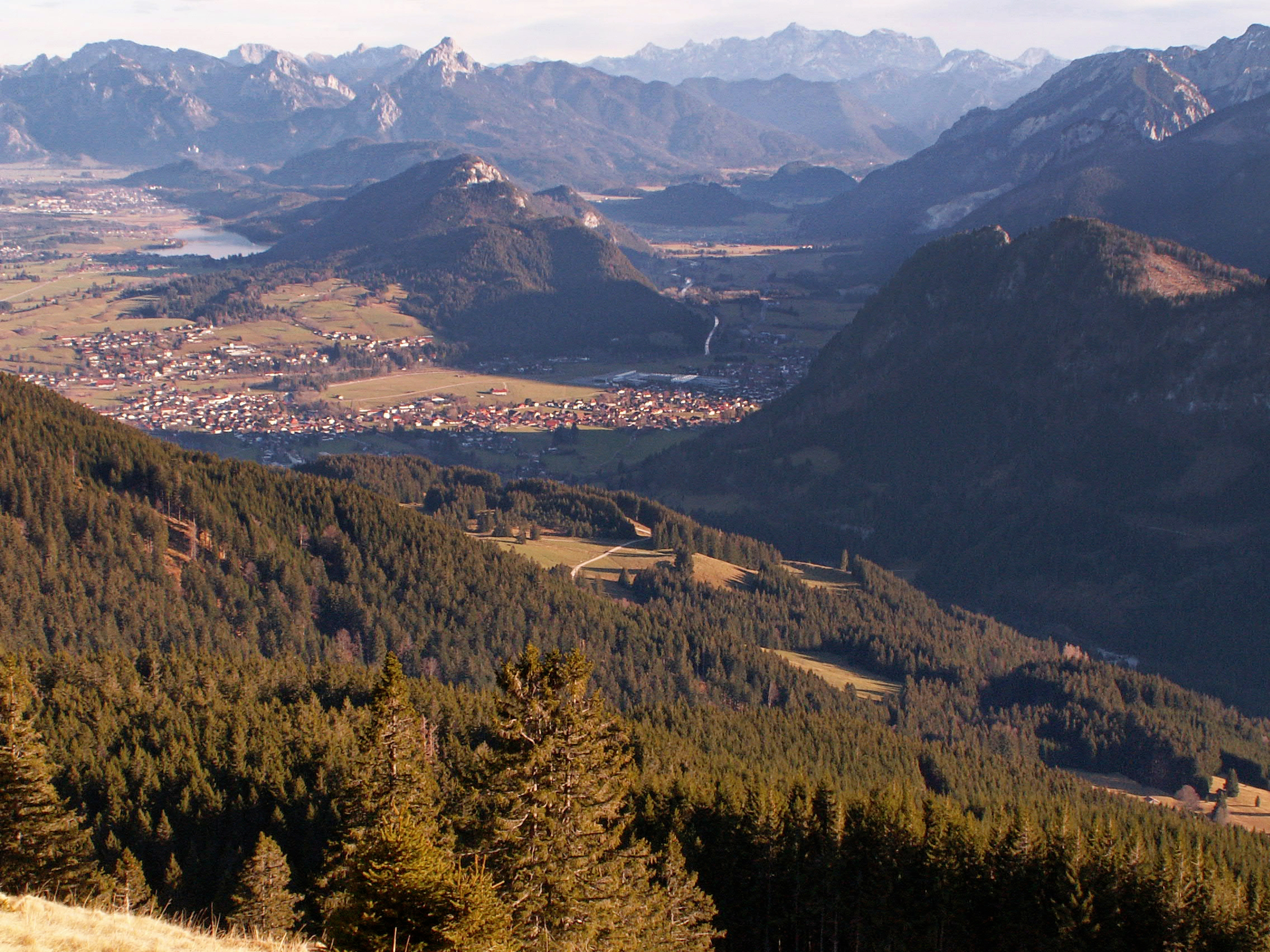
Blick vom Edelsberg auf Pfronten von Westen
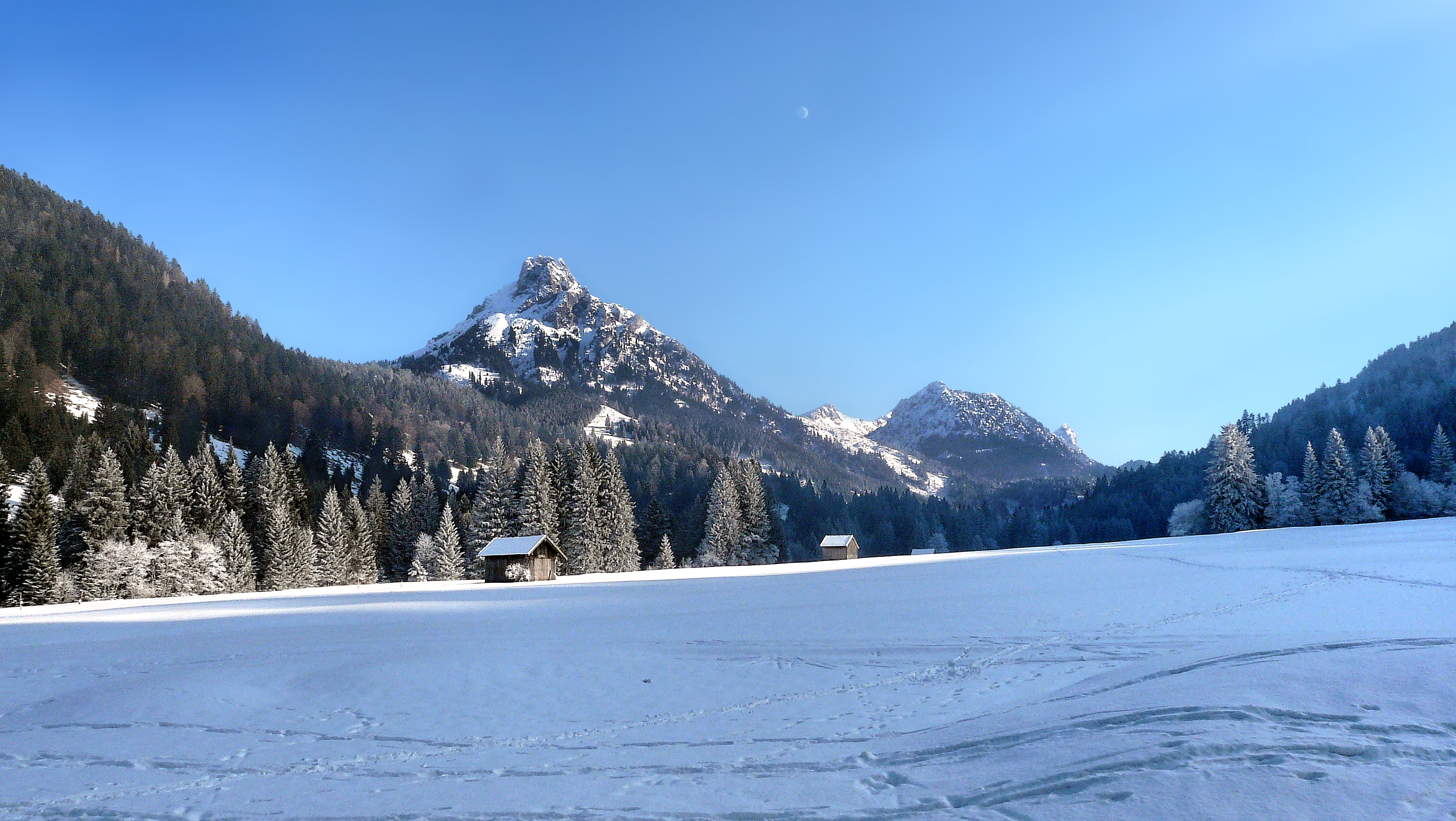
Engetal mit Aggenstein

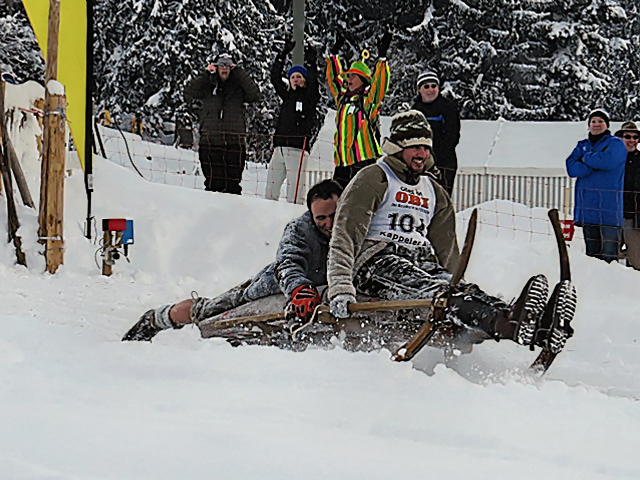
Schalenggenrennen in Pfronten-Kappel
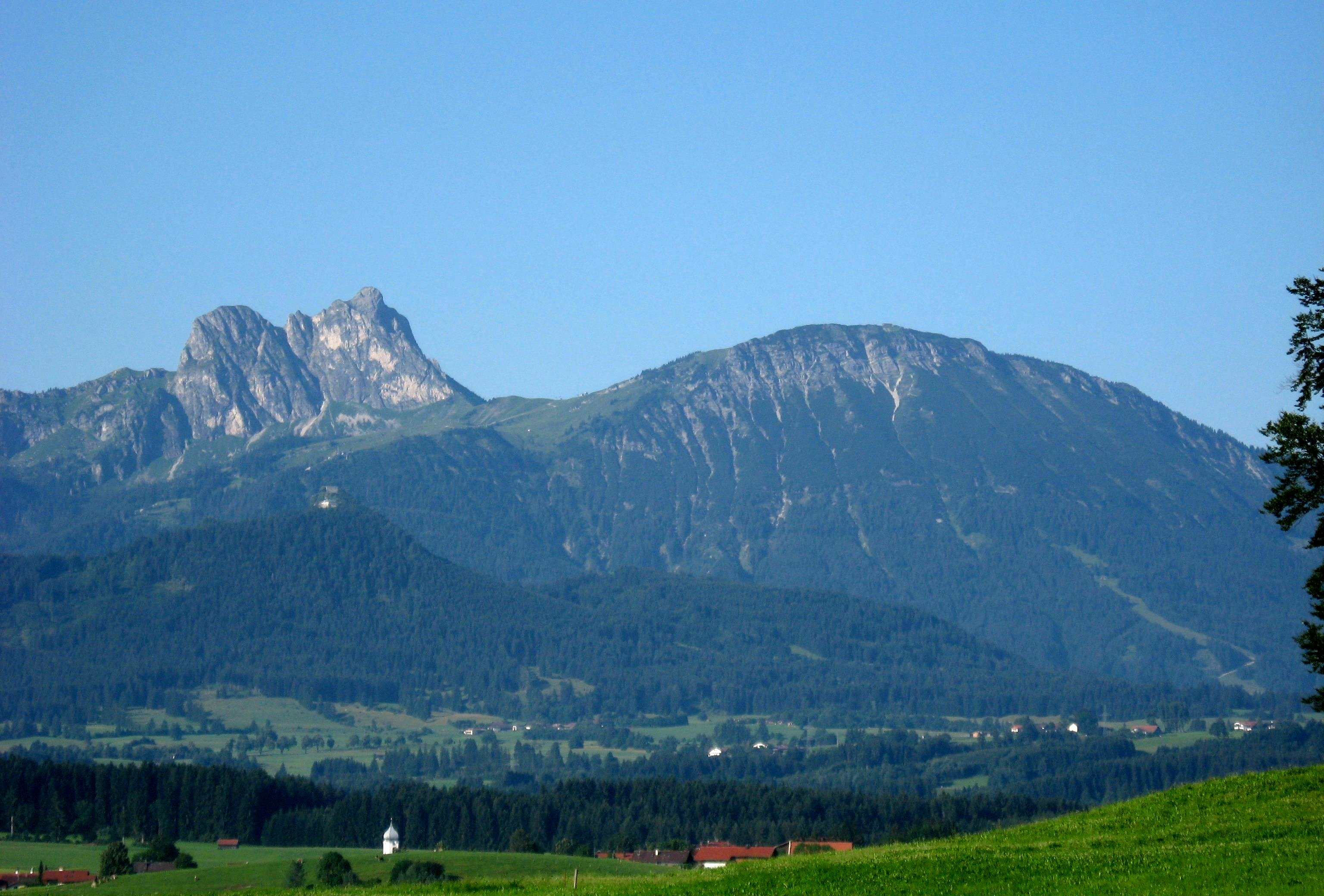
Aggenstein und Breitenberg
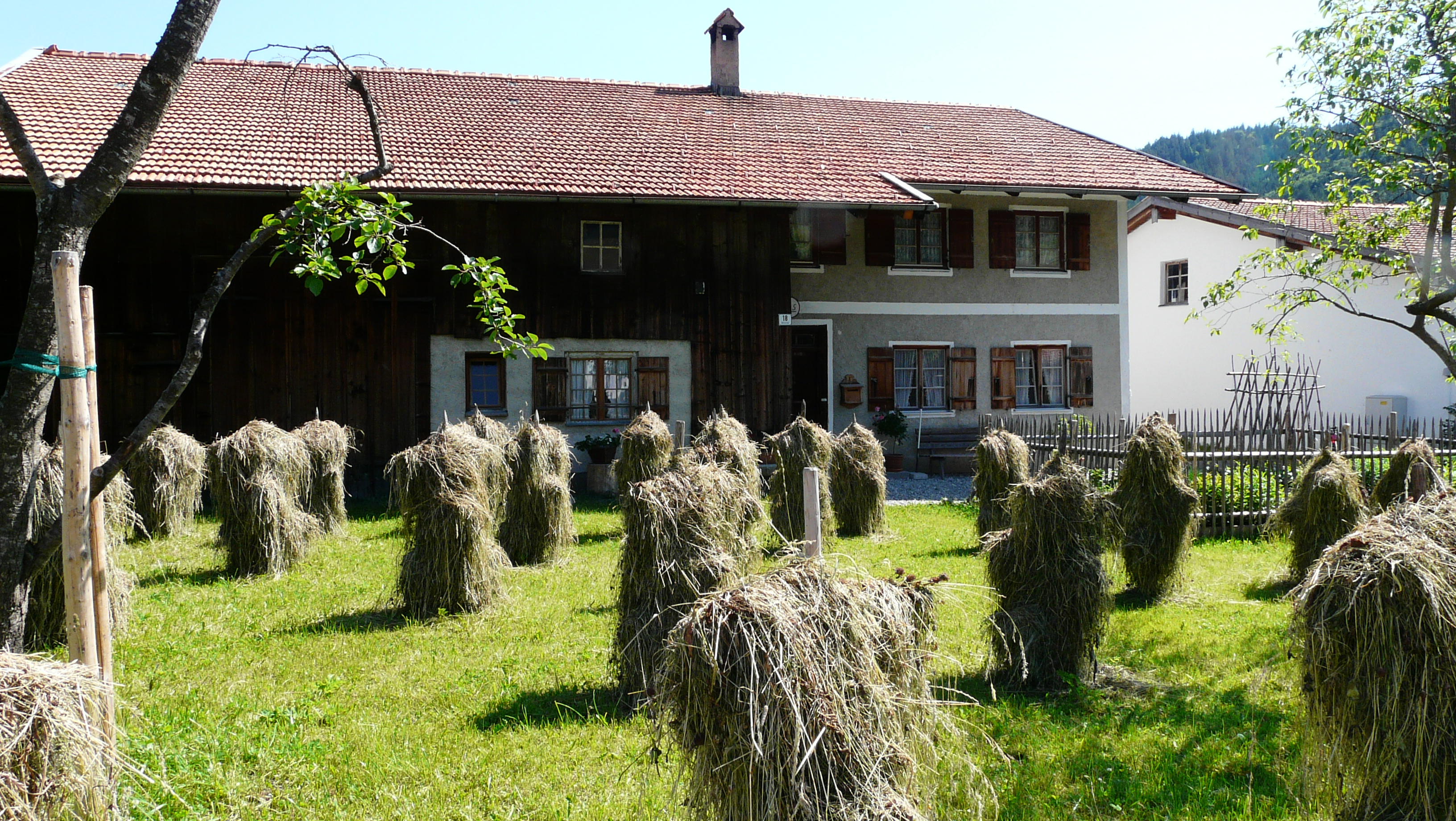
Heinzen in Pfronten-Steinach
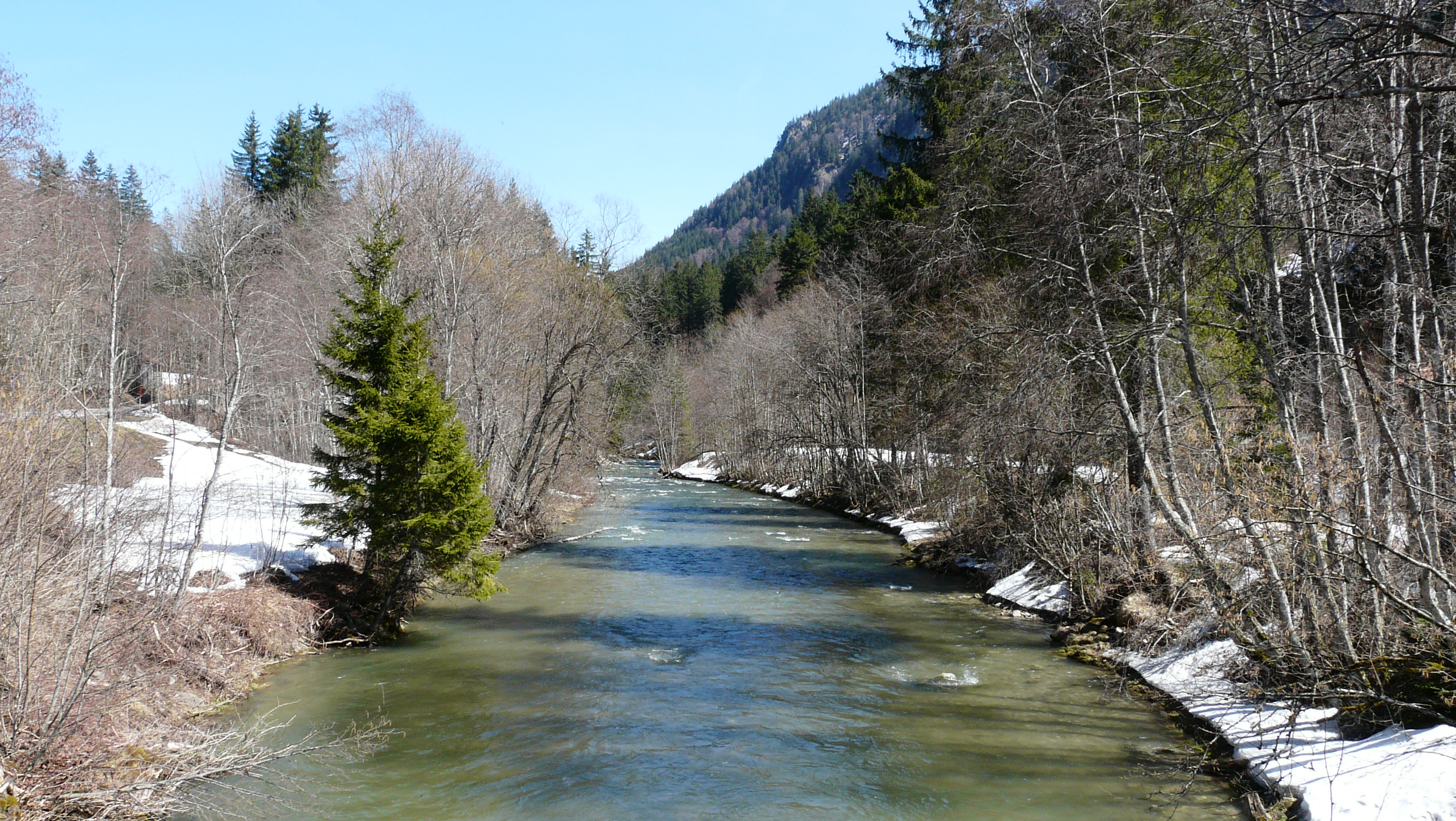
Vilstal

## Wirtschaft und Infrastruktur

### Verkehr
Die Gemeinde liegt an der Außerfernbahn, die Kempten (Allgäu) mit Garmisch-Partenkirchen verbindet. Im Ort liegen der Bahnhof Pfronten-Steinach, der Bahnhof Pfronten-Ried sowie der Haltepunkt Pfronten-Weißbach. Aufgelassen wurde der Haltepunkt Pfronten-Kappel. 

### Wirtschaft (Geschichte)
In der beginnenden Neuzeit war die Wirtschaft Pfrontens stark durch die Landwirtschaft geprägt. Die tragende Rolle spielte dabei die Viehzucht und der Flachsanbau. Auch der Handel mit Holz aus der waldreichen Region brachte der Bevölkerung ein zusätzliches Einkommen. Der Holzeinschlag war zeitweise so groß, dass Wälder in den Bann gelegt werden mussten und damit geschützt wurden.
Ein weiteres Standbein war der Salzhandel. Die Pfrontener Rodleute durften, zusammen mit ihren Nachbarn in Vils, Salzfässer in Reutte abholen und mussten sie bis nach Oy transportieren, wo die nächste Salzniederlage war. Einige wenige Einwohner hatten als Fuhrleute auch Anteil am einträglichen Fernhandel. Zeitweise waren alle vier Konzessionen der sogenannten Kemptener Staffel an Pfrontener vergeben. Sie bedienten die Strecke von Venedig über die obere Straße nach Ulm. Nach einem alten Bericht hatten sie 30 bis 40 Pferde. Ein Fuhrmann mit drei Pferden lud 50 bis 60 Zentner auf.
Am Ende des 18. Jahrhunderts entstanden entlang der Flüsse nach und nach elf Gipsmühlen, in denen durch die Wasserkraft gebrannte Kalksteine zerkleinert wurden. Der Gips, den man damals vor allem als Baumaterial und Dünger brauchte, wurde in Fässern bis nach Kempten und Augsburg transportiert.
Mit Carl Hirnbein, der in der Schweiz die Herstellung von Emmentaler gelernt hatte, änderte sich im 19. Jahrhundert das Allgäuer Landschaftsbild. Durch die Einführung der Milchwirtschaft wurde der blau blühende Flachs durch grüne Wiesen verdrängt.
Gleichzeitig hielt mit dem Pfrontener Uhrmacher Thomas Haff (1775–1859) schließlich auch die Industrialisierung hier ihren Einzug. Haff hat in Napoleonischer Zeit Vermessungsinstrumente für die bayerischen Geometer justiert und repariert und dabei die Herstellung von mathematischen Instrumenten kennengelernt. Seine Söhne gründeten dann 1835 die Firma Gebrüder HAFF. Hier wurden viele Feinmechaniker ausgebildet, die selbst wieder hier Unternehmen gründeten und dadurch Pfronten zu einem Zentrum der feinmechanischen Industrie und des Maschinenbaus werden ließen.
Hermann Wetzer (1847–1914), der sein Handwerk bei Haff erlernte, gründete 1872 in Pfronten-Steinach eine Firma zur Herstellung von Telegraphen. Die Telegraphenfabrik belieferte zuerst die Bayerische Post und ab 1878 die Preußischen Staatseisenbahnen und zahlreiche ausländische Eisenbahngesellschaften. 1941 erfolgte die Änderung der Gesellschaftsform von der Einzelfirma „Hermann Wetzer Telegraphenfabrik“ in die Kommanditgesellschaft „Hermann Wetzer KG“. Auf Grund der Wirtschaftskrise wurde Wetzer 1973 durch die Endress+Hauser-Gruppe übernommen.
Gegen Ende des Jahrhunderts kamen dann im Sommer immer mehr Kurgäste nach Pfronten. Sie logierten zunächst in recht bescheidenen Quartieren. Als der 1883 gegründete „Verschönerungsverein“ seine Arbeit aufnahm, stiegen die Übernachtungszahlen. Schon vor 1905 entstand im „Oberen Weidach“ eine „sehr schöne Badeanstalt, deren reines Gebirgswasser (durch Vorwärmer etwas temperiert) äußerst erfrischend wirkt. (Herren- und Damenschwimmbad, Einzelkabinen). In den schattigen Anlagen zahlreiche, hübsche Ruhebänke.“

### Tourismus

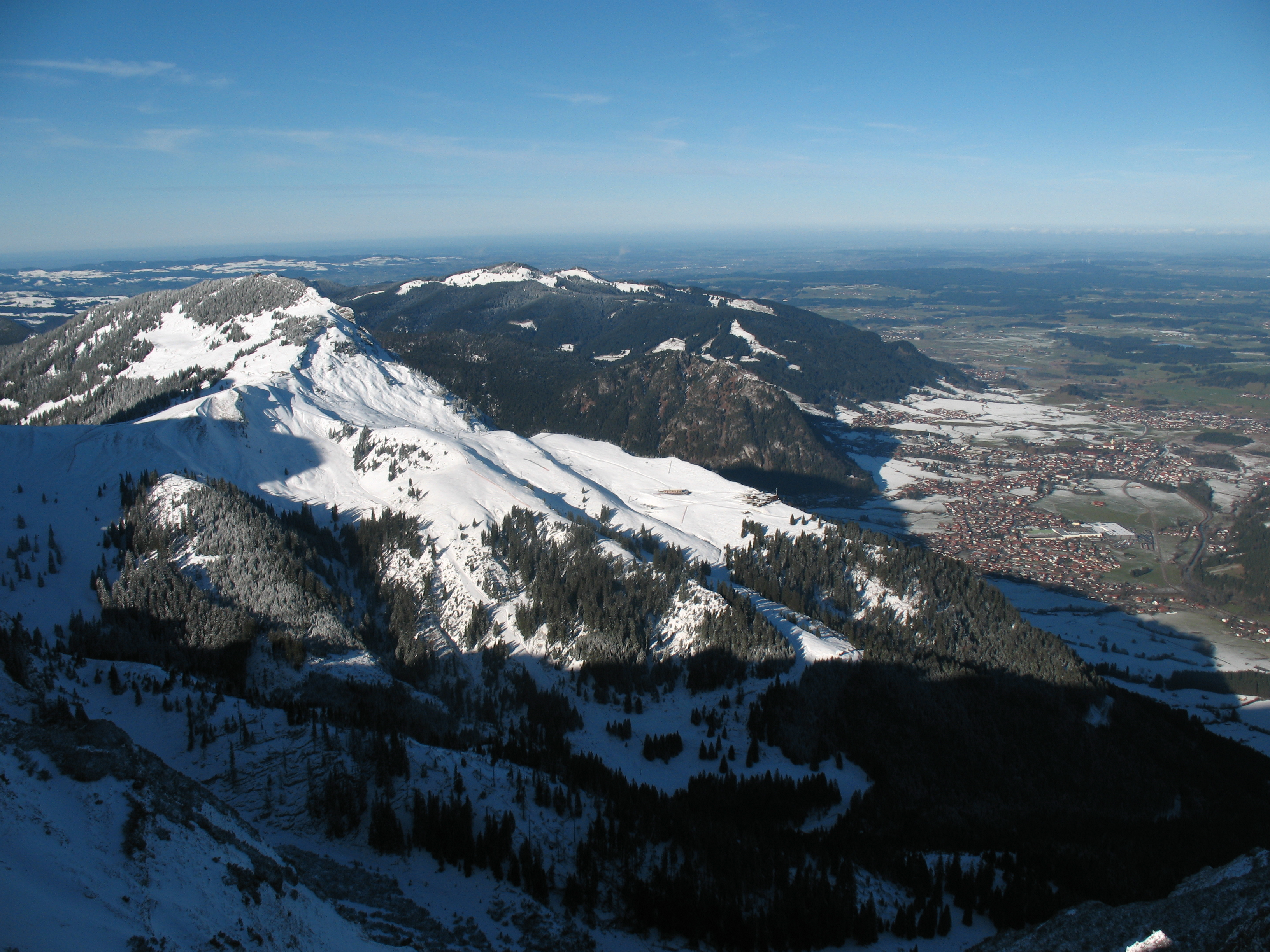
Blick auf Skigebiet Breitenberg und Pfronten

Pfronten ist ein staatlich anerkannter Luftkurort, Etappenort von drei Touren der Wandertrilogie Allgäu sowie an der Radrunde Allgäu und der Schlossparkradrunde gelegen.
| Jahr | Gästebetten | Zahl der Gäste | Übernachtungen                               |
| ---- | ----------- | -------------- | -------------------------------------------- |
| 2012 | 4 458       | 122 881        | 579 113                                      |
| 2017 | 4 529       | 122 432        | 592 540                                      |
| 2019 | 4 572       | 130 195        | 640 444                                      |
| 2020 |             |                | (Zahlen pandemiebedingt nicht repräsentativ) |

Zudem gibt es in Pfronten-Weißbach einen Stellplatz für Wohnmobile und in Pfronten-Steinach einen Campingplatz.
Die Breitenbergbahn (Vierer-Kabinenbahn) führt die Besucher von Steinach auf den Breitenberg und somit auf die Pfrontener Hochalpe. Diese dient den Besuchern im Sommer als Wander- und im Winter als Skigebiet. Zudem gibt es die Vierer-Sesselbahn „Hochalpe“.
Seit Mai 2024 hält zudem der DAV BergBus (Linie 996) Richtung Wieskirche und München-Pasing in Pfronten an mehreren Haltestellen. Die Buslinie wird nur während der Sommersaison am Wochenende bedient und liegt komplett im Tarifgebiet des MVV.

### Unternehmen
| Firmennamen                                 | Branche                                                                                  | Firmensitz |
| ------------------------------------------- | ---------------------------------------------------------------------------------------- | ---------- |
| DMG MORI Pfronten GmbH                      | Herstellung und weltweiter Vertrieb von Fräsmaschinen                                    | Bielefeld  |
| Bavaria Digital Technik                     | Automatisierungs- und Prozessleittechnik                                                 | Pfronten   |
| HAFF Feinmechanik                           | Hersteller mathematischer Instrumente (Zirkel, Messlupen, Planimeter), Zulieferfertigung | Pfronten   |
| St. Vinzenz Klinik Pfronten                 | Akutklinik, Medizinisches Versorgungszentrum und Rehaklinik                              | Ried       |
| Alpcura Fachklinik Allgäu                   | Fachklinik für Psychosomatik und Pneumologie                                             | Pfronten   |
| Korian (Curanum), Haus St. Vinzenz Pfronten | Seniorenpflegezentrum                                                                    | München    |

| Firmennamen                          | Zeit | Umzug/Schließung | Heutiger Strandort |
| ------------------------------------ | ---- | ---------------- | ------------------ |
| Hermann Wetzer                       |      | Umzug            | Nesselwang         |
| Lindauer Dornier Gesellschaft        | 2010 | Werksschließung  |                    |
| Besel und Schwäller Schaltanlagenbau | 2019 | Umzug            | Füssen             |

### Medien
Am Osthang des Breitenbergs befindet sich der Sender Pfronten.

### Bildung
In Heitlern gibt es eine Grundschule und eine Mittelschule mit M-Zug. Im Heimathaus im Ortsteil Berg steht eine sehr gut sortierte Gemeindebücherei zur Verfügung.

### Wasserversorgung
Die gemeindliche Wasserversorgung beruht auf den Standorten Brunnen Kreuzegg, den Fallmühlquellen und den Kienbergquellen. Daneben gibt es eine Reihe kleinerer Wasserversorgungen für Alpen- und Berghütten.

## Persönlichkeiten

### In Pfronten geboren

#### Künstler
- Nikolaus Babel (1643–1728), Altarbauer und Bildschnitzer
- Bonaventura Stapf (1665–1747), Maler und Vergolder
- Johann Heel (1685–1749), Maler
- Peter Heel (1696–1767), Bildhauer
- Mang Anton Stapf (1701–1772), Bildhauer
- Maximilian Hitzelberger (1704–1784), Bildhauer
- Joseph Stapf (1711–1785), Bildhauer und Bausachverständiger
- Johann Baptist Babel (1716–1799), Bildhauer
- Joseph Keller (1740–1823), Maler
- Johann Sigmund Hitzelberger (1745–1829), Bildhauer
- Anton Keller (1775–nach 1826), Maler
- Alois Keller (1788–1866), Maler
- Syrius Eberle (1844–1903), Bildhauer und Maler

#### Sonstige
- Georg von Pfronten-Kreuzegg (1696–1762), Kapuziner
- Alois von Hermann (1801–1876), Verwaltungsbeamter
- Martin Wetzer (1868–1954), finnischer Offizier der Verteidigungskräfte Finnlands und zuletzt General der Infanterie
- Karl Haff (1879–1955), Rechtswissenschaftler
- Franz Xaver Mayr (1887–1974), römisch-katholischer Theologe, Hochschullehrer und Fossiliensammler
- Herbert Haf (* 1938), Mathematiker und Universitätsprofessor
- Klaus Mayr (* 1940), Skirennläufer und Skitrainer
- Walter Nadler (* 1946), Politiker (CSU)
- Paul Hoyningen-Huene (* 1946), Philosoph
- Gerhard Köpf (* 1948), Literaturwissenschaftler und Schriftsteller
- Peter Neher (* 1955), Theologe, Präsident des Caritasverbandes
- Franz-Rasso Böck (* 1957), Historiker, Stadtarchivar von Kempten (Allgäu)
- Georg Holzmann (* 1961), Eishockeyspieler und -trainer
- Martina Hefter (* 1965), Schriftstellerin
- Andreas Volland (* 1966), Eishockeyspieler
- Christina Manhard (* 1990), Ski-Crosserin

### Mit Pfronten verbunden
- Martin Schneider (1608–1664), Bildhauer des Barock, lebte in Steinach
- Johann Georg Fischer (1673–1747), Baumeister des Barock; erweiterte 1729 die Filialkirche St. Leonhard in Pfronten-Heitlern und baute 1730 die Kapelle St. Koloman in Pfronten-Ösch
- Heinrich von Vietinghoff (1887–1952), Generaloberst; starb hier
- Adolf Schröppel (1906–1988), botanischer Sammler und Heimatforscher, Apotheker in Pfronten
- Annemarie Schröppel (1908–1994), botanische Sammlerin und Heimatforscherin, Ehefrau von Adolf Schröppel
- Bertold Pölcher (1941–2023), Heimatforscher und Ehrenbürger von Pfronten[27]
- Tommy Kent (1942–2022), Schlagersänger, Schauspieler, Maler und Architekt; hatte seine Arbeitsstätte und Galerie in Pfronten
- Julia Manhard (* 1987), ehemalige Ski-Crosserin
- Florian Eigler (* 1990), Ski-Crosser

## Trivia
Pfronten war einer der Drehorte des 1963 entstandenen Films Gesprengte Ketten (The Great Escape) mit Steve McQueen in der Hauptrolle. Der Schlussteil des Filmes, die Flucht durch Europa, wurde neben Pfronten auch noch in Füssen, Schwangau und Hopfen am See jeweils unter Beteiligung der einheimischen Bevölkerung gedreht.
Der Film Hurra, die Schwedinnen sind da wurde 1978 in Pfronten und Füssen gedreht. Original-Schauplätze wie das Bavaria Hotel sowie das Friseur-Gebäude, oder der Dorfkern, existieren noch heute.